# Российский новояз
Росси́йский новоя́з — элементы лексики и идиоматики русского языка в России под руководством Владимира Путина, употребляемые с пропагандистскими целями для манипуляции общественным сознанием. Используется проправительственными политиками, военными и подконтрольными государству СМИ при обращении к широкой публике.

## Значение
Термин получил название от вымышленного языка новояз (англ. Newspeak), описанного в романе-антиутопии Джорджа Оруэлла «1984». В книге представлен искусственный политизованный язык, сформированный государством из идеологических соображений на основе разговорного языка.
Российский новояз использует провокационные и эмоциональные термины, а также манипулирует фактами. Он связан с государственной пропагандой и рассматривается российской политической оппозицией как препятствие для эффективной коммуникации и прозрачности.

## Исторические предпосылки

### Нацистская Германия
В период правления Третьего Рейха немецкий язык подвергся политическим изменениям. Так, к примеру, слово «фанатично» активно употреблялось нацистами вместо «героически» или «доблестно», что привело к искажению восприятия явления фанатизма, ставшего равнозначным героизму. В контексте Холокоста евреев эвфемизмы широко использовались для сокрытия на официальном уровне истинной природы преследований евреев, заключавшейся в их убийстве; укоренившимся эвфемизмом к термину «геноцид» стало «окончательное решение».

### СССР
Лингвист Ю. К. Щеглов отмечает, что если оруэлловский новояз — это в значительной мере условный литературный ответ на одиозную языковую практику других стран, то более раннюю и весьма развёрнутую «ироническую реакцию на тоталитарное манипулирование языком» изнутри формирующейся системы советского новояза 1920-х годов представили романы Ильи Ильфа и Евгения Петрова «Двенадцать стульев» и «Золотой телёнок». В этом качестве они сыграли роль основоположной книги, своего рода базовой грамматики для советского юмора последующих десятилетий. При этом профанация бюрократическо-идеологической новоречи у Ильфа и Петрова охватывает широкий исторический период, включая в себя и обыгрывание дореволюционных языковых клише. Но если старые формулы в их романах, «как правило, фигурируют в виде безвредных и издевательски попираемых окаменелостей, то советские, напротив, предстают как активные, живущие интенсивной паразитической жизнью».
Лингвист Г. Ч. Гусейнов отмечает, что, поскольку после смерти Сталина новояз не изучался, многие термины продолжают употребляться вне зависимости от их исторического контекста, а последующее разоблачение культа личности Сталина не привело к опровержению культа вождя. Достижения брежневской эпохи, отмечает профессор, описывались «на деревянном языке». При Горбачёве впервые была предпринята попытка критического анализа политического языка. Главным словом эпохи Ельцина Гусейнов называет «Россию», что может подразумевать больше, чем просто Российская Федерация, и намекать на имперские реваншистские амбиции. Современный новояз при Путине лингвист считает наследником «советского деревянного языка».
Лингвист М. А. Кронгауз пишет, что устройство советского новояза определялось его предназначением, он не был чем-то мёртвым и неизменным. Сталинский и брежневский новоязы различались между собой. С перестройкой на смену грамотному и перенасыщенному готовыми шаблонами новоязу пришла живая речь. Исследователь считает, что результат отчасти парадоксален: ошибок стало значительно больше, но говорить в целом стали интереснее и лучше; «к примеру, В. С. Черномырдин иначе не может, а на новоязе вроде бы уже неудобно».

## Распространение в России
Лингвист М. А. Кронгауз считает, что слово «новояз» стало особенно популярно в 1990-е годы после публикации перевода Виктора Голышева в «Новом мире» (1989), но за это короткое время успело удалиться в своём значении от первоисточника. Однако в самом начале, уже оторвавшись от антиутопии, слово «новояз» использовалось значительно более узко — по отношению к «советскому» языку, который был, с одной стороны, образцом для новояза, а с другой — реальным примером существования идеального тоталитарного языка. Для Оруэлла Советский Союз и Германия Третьего рейха, а также русский и немецкий языки того периода были своего рода натурой, с которой он списывал и государство в целом, и конкретно — новояз.
В августе 2000 года ВМФ России использовал фразу «подлодка легла на грунт» по отношению к гибели подводной лодки «Курск». По мнению проекта «Минута в минуту», данная формулировка является одним из первых эвфемизмов в истории России.
Тенденция к смягчению освещения негативных событий с целью повлиять на восприятие россиянами действительности возникла по инициативе российских властей. Исследователь Мария Калмыкова констатирует, что государство пытается создать для россиян новую реальность, отвечающую его интересам, путём подмены понятий и сокрытия негативных фактов. Доктор политических наук Дмитрий Стровский отмечает, что придуманные государством новые термины появляются для того, чтобы не навредить населению, не поставить его в неловкое положение, дискомфорт и даже панику; любой политический новояз пестрит устойчивыми словами и выражениями.
По мнению медиаэксперта А. А. Амзина, до мюнхенской речи президента России Владимира Путина в 2007 году понятие «новояз» в контексте русского языка связывали не с политизацией, а с заимствованиями иностранных специализированных терминов. Издание считает, что политизация языка началась после мюнхенской речи, в особенности — после протестов на Болотной зимой 2011—2012 годов, а в период третьего срока правления Путина в 2012—2018 годах явление приобрело идеологическую функцию новояза.
Дмитрий Стровский пишет, что активное подавление властями протестов 2011—2012 годов способствовало становлению пропагандистских мер с использованием ярко выраженной оценочной лексики. С момента аннексии Крыма Россией в марте 2014 года эта лексика стала доминирующей, подчинив ранее известные слова и словосочетания.
В 2020 году издание «Медуза» опубликовало статью, в которой утверждается, что администрация президента России стремится к контролю над освещением информации о чрезвычайных происшествиях, в связи с чем был сформирован «режим информационного благоприятствования», заключающийся в акцентировании внимания на хороших новостях и скрытии — плохих.
К настоящему дню новояз в России — общее явление в новостных источниках, подконтрольных правительству. Российские СМИ играют не только со значениями, меняя их на противоположные, а также с ассоциациями, которые возникают вокруг слова. Например, вместо слова «взрыв» говорят «громкий звук» или «хлопо́к», чтобы не пугать людей, потому что у «взрыва» есть коннотация катастрофы, гибели людей, а у слова «хлопо́к» нет.
Российская фольклористка и социальный антрополог Александра Архипова считает, что частота замен в СМИ естественных определений на политизированные резко возросла в 2018—2019 годах, приведя в пример фразу «бывшая УССР» вместо «Украина», и термин «хлопок». По мнению Архиповой, употребление фразы «бывшая УССР» было призвано внушить населению России мысль об отсутствии у Украины суверенитета и статусе её территорий как исторически российских.

### Вторжение России на Украину
С началом полномасштабного вторжения на Украину в 2022 году возникли новые языковые и политические реалии, которые оказали существенное влияние на русский язык как в России, так и на Украине. Так, усилилось влияние российской государственной пропаганды на русский язык. Государство изменило коннотации и значения понятий, чтобы отрицательные вещи выглядели положительными, и создало у своих граждан чувство патриотизма и лояльности к нему.
Со стороны пророссийских СМИ наблюдается учащённое использование новояза: для смягчения значимости вооружённых действий президент употребляет эвфемизм «специальная военная операция» по отношению к ним, Роскомнадзором было запрещено использование термина «война» для описания военных действий на Украине, впоследствии слово «война» было допущено к употреблению в контексте якобы войны Запада против России. Используется эвфемизм «события на Украине».
Отступление российских военных называлось «жестом доброй воли» (при отступлении из Киевской, Сумской и Черниговской областей) или «шагом доброй воли» (при уходе с острова Змеиный). В качестве цензурирования и смягчения информации провластные источники могут отрицать обвинения, такие как наличие фильтрационных лагерей в Мариуполе.
Российская фольклористка и социальный антрополог Александра Архипова заявила, что российские власти рассылали крупным СМИ прямые инструкции, предписывающие, какими словами и выражениями следует описывать российское вторжение в Украину.
В украинских СМИ в период вторжения России на Украину с 2022 года стали высмеивать эвфемизмы «российского новояза». Наибольшую распространённость приобрёл намеренно ошибочный перевод на украинский язык русского слова «хлопо́к», употреблявшегося в российских СМИ вместо «взрыв», как его омографа «хло́пок» (бавовна) — растительное волокно, — когда речь идёт о взрывах на территории России или оккупированных территориях Украины. Впоследствии начали появляться иронические выражения, такие как «угостить хло́пком», являющимся эвфемизмом на преднамеренный подрыв чего-нибудь.

## Примеры

### Цензура и внутренние проблемы режима
- Блогер — Алексей Навальный[24].
- Вне политики — причина, по которой с территории учреждения нельзя удалять провластную агитацию и пропагандистские материалы. Например, в школе или детском саду: Дети вне политики[24].
- Водопроявление — течь, потоп[24].
- Возгорание — пожар с небольшим или неизвестным числом жертв. Число жертв больше, чем в случае задымления[24].
- Вспышка — взрыв. Иногда заменяется хлопко́м[24].
- Вызов — кризис[24].
- Высвобождение от работы, высвобождение работников — увольнение[24].
- Жесткая посадка, жёсткое приземление — авиакатастрофа с неизвестным числом жертв[24].
- Задымление — пожар без жертв или с небольшим их числом[24].
- Защита детей — предлог для блокировки контента, цензура[24][25].
- Инцидент — авария[24].
- Каникулы — карантин[24].
- Компактный — недостаточный, бедный[26]. В России снова ожидается компактный урожай зерна.
- Корректировка ассортимента — дефицит[24].
- Нынешняя ситуация, текущая ситуация — острый экономический и политический кризис, война[24].
- Ограниченно готовы — не готовы[24][27]. По итогам проверок Россельхоза 7 субъектов РФ ограниченно готовы к началу сезона.
- Отрицательный рост — падение[24]. Отрицательный рост курса рубля.
- Параллельный импорт — контрафакт, за который не накажут[24].
- Подтопление — наводнение[24].
- Препарат с продленным сроком годности — просрочка[24].
- Принять меры — возбудить уголовное дело или заблокировать сайт[24].
- Простой, находиться в простое — не иметь работы, быть безработным, находиться в оплачиваемом или неоплачиваемом отпуске[24].
- Стабильность — стагнация[24][25].
- Фейк — информация, противоречащая заявлениям Минобороны РФ или других официальных источников[24][28].
- Экстремисты — компания Meta, которой принадлежат социальные сети Facebook и Instagram[24][28].
- Структурная трансформация экономики — переключение экспорта углеводородов с Европы на Китай[29]

### Сокрытие участия в российско-украинской войне (с 2014 г.) и военных неудач, оправдание агрессии
- Безвестное отсутствие в воинской части — гибель на войне[24]. Во время чрезвычайного происшествия, повлекшего гибель корабля…пропал без вести…объявлен безвестно отсутствующим в воинской части.
- Вывоз (на безопасное расстояние) — эвакуация. Обычно применяется по отношению к обстреливаемым российским территориям, реже — по отношению к оккупированным Россией[24]. Глава Белгородского района вывозит жителей [села Красный Хутор в Белгородской области] на безопасное расстояние[24].
- Выезд на временное пребывание — эвакуация[24].
- Деколоризация — перекраска в российские цвета объектов на оккупированных территориях. Также — закрашивание цветов украинского флага[24].
- Донабор — второй (очередной) этап мобилизации[24]. Глaвa Бypятии Aлeкceй Цыдeнoв пpoкoммeнтиpoвaл инфopмaцию вoeнкoмaтoв o дoнaбope пo чaстичнoй мoбилизaции[24].
- Жест доброй воли — выведение российского гарнизона с острова Змеиный после того, как украинская артиллерия установила над ним огневой контроль[27][28].
- Защита народа Донбасса — оправдание российской агрессии, попытка оккупации большей части территории Украины, террористические атаки на жилые дома и объекты гражданской инфраструктуры Украины[28].
- Зеленые человечки, вежливые люди — военнослужащие Вооружённых сил Российской Федерации в военной форме без знаков различия, захватывавшие и блокировавшие стратегические объекты в украинском Крыму в ходе аннексии полуострова Россией[27].
- КуZбасс — первый регион, переименовавшийся в поддержку войны[24].

- Ликвидация / обнуление — внесудебная казнь, убийство[24].
- Миротворцы/спасители/освободители — российские оккупанты («Исходим из того, что это будут миротворческие силы». Совфед разрешил Путину ввести войска в ДНР и ЛНР)[27].
- Неонацисты/бандеровцы/националистические батальоны/каратели — украинцы (в том числе и мирные жители), стремящиеся жить в суверенной Украине и защищающие ее территориальную целостность[27].
- Операция по денацификации и демилитаризации Украины — война[24].
- Оранжевые революции — то же, что цветные революции; фраза для дискредитации массовых протестов как способа влияния на власть (несмотря на преимущественно бескровный характер этих  протестов)[25].
- Освобождение Крыма — аннексия Крыма[24].
- Освобождённые территории — захваченные/оккупированные территории[24][28].
- Падение обломков БПЛА — успешное поражение украинским БПЛА[24]
- Спасение заложников — депортация украинцев на территорию РФ[27].
- Специальная операция, специальная военная операция, спецоперация — война России с Украиной[24].
- Южнославянская речь — украинская речь. Звуковая атмосфера «Мазепы» рождается из сочетания интонаций мягкой южнославянской речи[24].

### В транспортной отрасли
Российский новояз, как явление манипуляции общественным сознанием через различного рода эвфемизмы, также присутствует и в области общественного транспорта: так, например, Департамент транспорта Москвы назвал аварию на станции «Печатники» «накатом» одного состава на другой, в то время как проверка наката, — выявление отсутствия препятствий движению поезда — это, как правило, — штатное (стандартное) действие машинистов.
Во время неисправности тормозов поезда в Петербургском метрополитене, вследствие беспрецедентных нарушений безопасности движения, официальной реакцией было «движение на малых скоростях из-за неисправности» как обоснование задержки движения.